# Colpochila ignota
Colpochila ignota är en skalbaggsart som beskrevs av Britton 1986. Colpochila ignota ingår i släktet Colpochila och familjen Melolonthidae. Inga underarter finns listade i Catalogue of Life.